# Église Notre-Dame-du-Mont-Carmel de Sabará
Pour les articles homonymes, voir Église Notre-Dame-du-Mont-Carmel.
L’église Notre-Dame-du-Mont-Carmel de Sabará (en portugais : Igreja de Nossa Senhora do Carmo de Sabará) est une église catholique située à Sabará, dans le Minas Gerais, au Brésil, et dédiée à Notre-Dame du Mont-Carmel. Elle est un exemple important de la tradition artistique baroque et rococo du pays, et est un bien protégée au niveau national par l'Institut national du patrimoine artistique et historique (IPHAN). Elle est particulièrement remarquable pour avoir reçu la contribution du maître Aleijadinho dans divers éléments de sa décoration, et la confrérie qui la gouverne préserve encore les traditions séculaires.

## Histoire
L'église est née de la volonté du Tiers-Ordre carmélite, qui a engagé le maître Tiago Moreira pour réaliser le projet. La première pierre est posée le 16 juin 1763 et les travaux avancent très vite. En 1767, le saint patron de Notre-Dame du Mont-Carmel avait déjà été intronisé. Cependant, la confrérie a décidé de modifier la disposition de la façade l'année suivante, puis à nouveau en 1771, en confiant les adaptations au même Moreira.

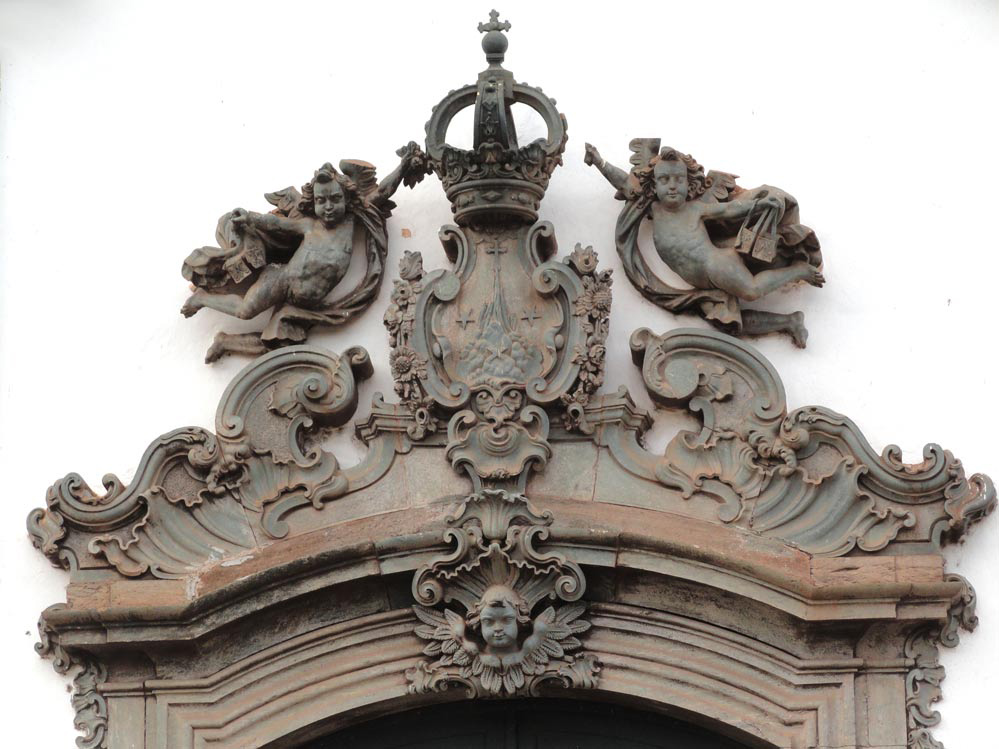
Détail du frontispice en stéatite.

Les travaux de maçonnerie ont eu lieu entre 1771 et 1774, Aleijadinho se chargeant des reliefs sculptés du frontispice et du portail. La sculpture dorée des autels est due à Francisco Vieira Servas, avec la collaboration de Joaquim Fernandes Lobo pour le maître-autel, et s'étend de la fin des années 1770 au début du XIXe siècle.
Aleijadinho et son équipe ont de nouveau participé à la décoration de l'intérieur, réalisant entre 1779 et 1781 la sculpture des chaires, du chœur et des balustrades, et créant les statues des saints Jean de la Croix et Simon Stock, installées dans les autels de l'arc croisé. La peinture et la dorure des boiseries ainsi que la peinture de la doublure sont l'œuvre de Joaquim Gonçalves da Rocha (pt), qui a travaillé entre 1812 et 1816, mais il semblerait que d'autres interventions aient été effectuées à une date ultérieure. En 1828, les terrains environnants ont été aplanis pour empêcher les infiltrations d'eau, et la construction des catacombes du cimetière, consacrées en 1847, a commencé.
Les statues des saints Jean et Simon d'Aleijadinho ont été restaurées en 1989 et en 2003, et sont en excellent état. Elles sont considérés comme des exemples supérieurs de son œuvre et font partie des rares pièces de sa paternité qui disposent d'une documentation à l'appui. Les atlantes sont également considérés comme des pièces de grande qualité.

## Structure

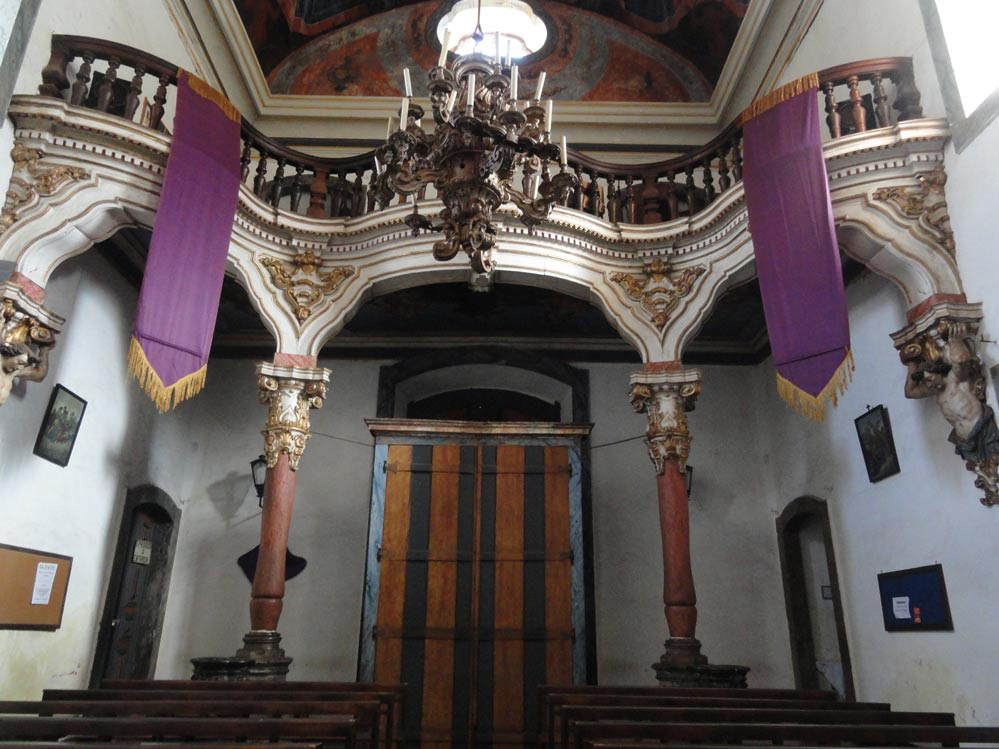
Le cœur, œuvre d'Aleijadinho.

Son plan suit le modèle traditionnel de la colonie, avec une seule nef avec un revêtement en auge et une abside séparée, autour de laquelle se trouvent, latéralement, une sacristie et un consistoire (pt). Un chœur élaboré couvre l'entrée, avec une balustrade sculptée et soutenue par deux colonnes à chapiteau composite de style rococo et deux atlantes aux extrémités, où le chœur repose sur les murs.
La façade est également standard, avec un corps rectangulaire avec une grande entrée centralisée décorée de reliefs et deux fenêtres au niveau supérieur, également avec des reliefs sur le surplomb. Au-dessus de ce bloc, séparé par une large architrave, s'élève le fronton ornemental, avec un oculus centralisé flanqué de volutes et couronné d'une grande croix flanquée de pinacles.
Des deux côtés du corps de l'église se trouvent des clochers carrés, dans ce cas perforés par de très grandes meurtrière dans la partie inférieure. Au sommet, des arcs en plein cintre sont ouverts pour les cloches, avec des flèches voûtés couronnées de pinacles. Sous l'arc de la tour gauche se trouve une horloge.

## Décorations

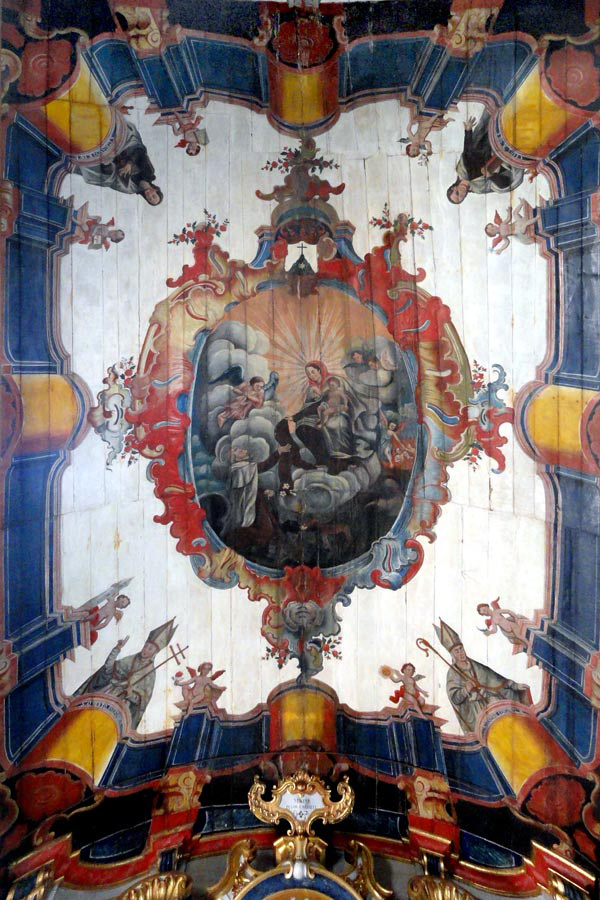
Le plafond de l'abside.

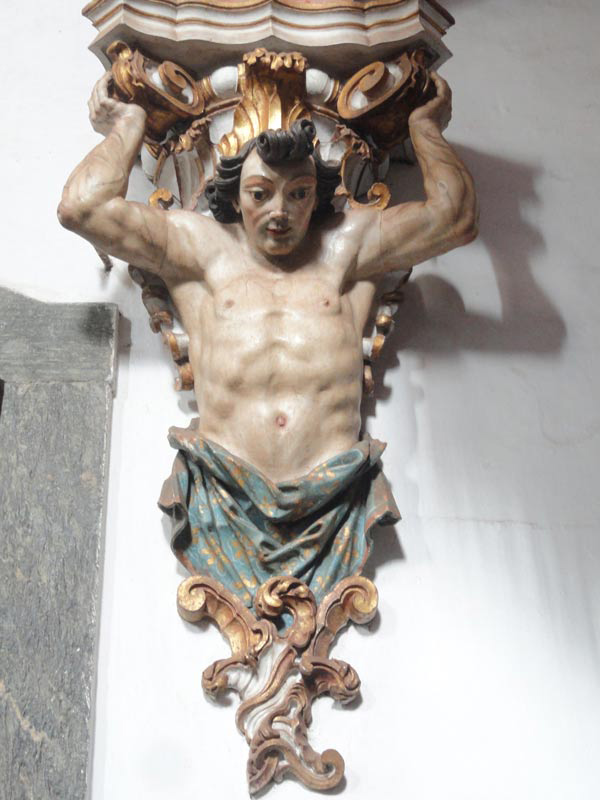
L'un des atlantes d'Aleijadinho.

On remarque le grand frontispice en stéatite de la façade, attribué à l'œuvre personnelle d'Aleijadinho, où deux grands anges soulignent et soutiennent les armoiries couronnées du Tiers-Ordre carmélite. Les autres ornements de la façade n'ont probablement pas été exécutés par lui, en raison de leur finition inférieure, il est probablement l'auteur des dessins.
L'église est entièrement recouverte d'un sol en tabouret, que l'on retrouve également dans les pièces annexes. L'intérieur est richement décoré de sculptures, de peintures et de statues. À l'appréciation de l'IPHAN,

« Le chœur, conçu par Aleijadinho, attire l'attention par son design audacieux, dont les lignes modulées, accentuent l'effet de profondeur et de monumentalité. Elle est garnie d'une belle balustrade en bois tourné, avec des colonnes et des ornements de supports de style rococo. Deux sculptures expressives d'atlantes se détachent latéralement.
Également de la main d'Aleijadinho, les chaires possèdent un encadrement des portes et des supports en pierre travaillée et des tambours en bois aux surfaces ondulées, avec des sculptures en bas-relief reproduisant des scènes du Nouveau Testament dans les faces centrales. [...] Dans le groupe d'images, celles de Saint Jean de la Croix et Saint Simon Stock, logées dans les autels de l'arc en croix, sculpté par Aleijadinho, se distinguent. [...]
Des trois autels existants, les deux de l'arc croisé sont caractérisés par la bonne qualité de la sculpture et de la décoration de goût rococo. Le maître-autel, exécuté seulement en 1806, bien que sous le risque du même auteur des précédents, le sculpteur Francisco Vieira Servas, ne présente pas le même raffinement technique.
Dans le domaine de la peinture, le panneau central du plafond de la nef, encadré par le mur de parapet, représente l'épisode de Saint Élie transporté au ciel dans un char de feu. Au plafond du chœur, le panneau représentant la Vierge donnant le scapulaire à un saint de l'Ordre, encadré par un mur de parapet où se détachent des figures religieuses et sur les murs, des panneaux en barre peinte, simulant des carreaux. Dans l'arc de la croix, peinture avec la figure de la Vierge assise sur des nuages et dans le plafond de la sacristie, peinture symbolique avec le Saint-Esprit au centre. »

D'autres éléments intéressants de la décoration sont les peintures murales du chœur représentant les Dix Commandements, également réalisées par Joaquim Gonçalves da Rocha et datant du début du XIXe siècle. Elles imitent le style employé dans la peinture sur carreaux de faïence, les scènes étant représentées en bleu monochrome et encadrées de coulis et de peinture en imitation marbre. Le sol du chœur, qui sert de plafond à l'entrée, présente sur sa face inférieure des peintures avec des allégories des vertus théologales, flanquées de scènes avec le sacrifice d'Abraham et Moïse puisant de l'eau dans la pierre.

## Traditions

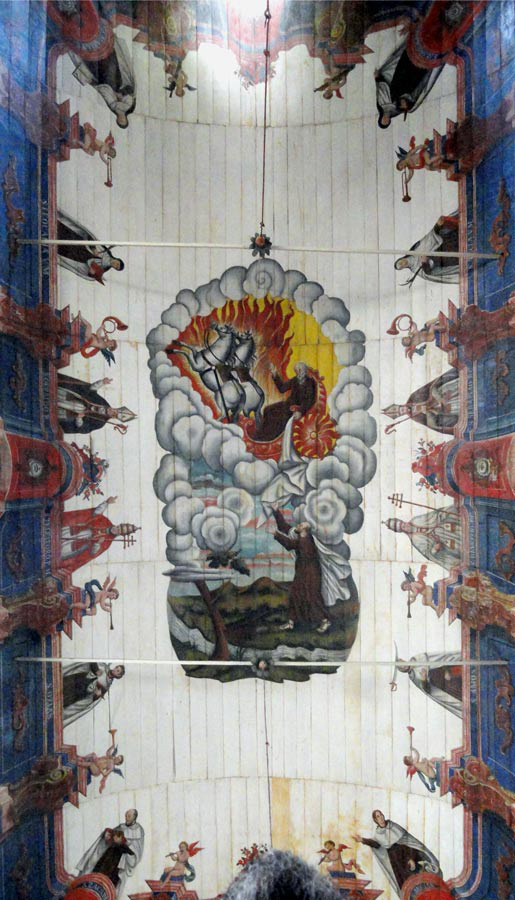
Plafond de la nef représentant Élie montant vers le ciel dans un char de feu.

Depuis sa fondation, l'église du Carmo de Sabará a créé une riche tradition religieuse, devenant l'un des plus importants pôles de dévotion de la ville. La fête du saint patron, bien sûr, est la plus importante, définie comme telle dans les statuts de l'Ordre. Célébrée le 16 juin, elle était traditionnellement précédée d'une neuvaine, et le jour même était célébrée « la Messe chantée, le Sermon et la Muzica avec le Seigneur exposé dans le Trône et toute la Neuvaine à la porte du Sacrarium », selon un document du XIXe siècle. L'après-midi était occupée par une somptueuse procession au cours de laquelle étaient portées les statues de Notre-Dame-du-Mont-Carmel, de Sainte Thérèse et d'Élie.
La fête de Sainte Thérèse, célébrée le 15 octobre, était également importante, mais aucune d'entre elles ne dépassait en pompe et en importance dévotionnelle celles de la Semaine Sainte, puisqu'elle ne concernait pas seulement les Carmes mais tout l'univers catholique. Auparavant, la Semaine Sainte était préparée pendant tout le Carême par une succession de cérémonies, de processions, de prières, de pénitences et de jeûnes, et les frères de l'Ordre en particulier, même ceux qui résidaient hors de la ville, étaient tenus de suivre tous les préceptes liturgiques et dévotionnels, sous peine d'être expulsés. Le Termo de Compromisso (Terme d'engagement) de l'Ordre publié au XVIIIe siècle était catégorique :

« Tout frère qui se trouve présent dans la ville et même hors de la ville, et ses banlieues dans la Semaine Sainte, et manque les Processions de Triomphe, d'Enterrement, et autres solennités que l'Ordre fait habituellement, n'ayant pas pour cet empêchement légitime que le Bureau juge comme tel sans autre admonition, nous souhaitons les expulser de l'Ordre parce que si un tel frère manque les actes publics dans lesquels l'Ordre a le plus grand engagement il manquera d'autant plus les privés, qui ne sont pas si évidents aux yeux de tous, et de tels frères l'Ordre n'a pas besoin. »

Conformément aux coutumes hautement hiérarchisées de l'époque coloniale et impériale, les confréries se disputaient le pouvoir, le prestige, la préséance et les privilèges, même sur le terrain sacré, et les Carmes se voyaient spécialement attribuer la procession du Triomphe le dimanche des Rameaux, le lavement des pieds le Jeudi saint et la procession de l'Enterrement le Vendredi de la Passion, cette dernière étant exclusive à la confrérie. Ces cérémonies avaient une énorme complexité rituelle et étaient accomplies en grande pompe.
Selon l'historienne Rosana de Figueiredo Ângelo, qui a étudié les coutumes de l'Irmandade do Carmo de Sabará (Confrérie carmélite de Sabará),

« Lors des solennités de la Semaine Sainte, le Tiers-Ordre carmélite dépensait des sommes importantes pour engager des artisans pour la confection des costumes, la construction et la décoration des saints, la mise en place de décors éphémères (qui ne seraient utilisés qu'à cette occasion), l'achat de matériaux, l'engagement de musiciens, de bougies, l'éclairage des rues pour provoquer certains effets, ce qui grevait fortement leurs revenus. « Le spectateur s'étonne de se demander quel est le pouvoir de ceux qui font tout cela apparemment pour obtenir si peu, pour la brièveté de quelques instants de plaisir (MARAVALL, 1997:377) ». »

« Cependant, ces dépenses doivent être considérées comme un investissement, car on croyait que le sublime pouvait être atteint à travers les apparences sensibles et que celles-ci faisaient la médiation entre le terrestre et l'au-delà servant à l'homme religieux comme un instrument puissant pour le salut de l'âme (CAMPOS, 1987:5). Ces dépenses ne contredisaient pas les déterminations des lois somptuaires, qui condamnaient le luxe excessif avec des éléments profanes et étaient condescendantes et favorables aux dépenses religieuses. Ainsi, le faste, au sens de luxe, somptuosité et magnificence, s'est matérialisé avec une grande splendeur dans la Capitainerie de Minas, pendant la période coloniale. »

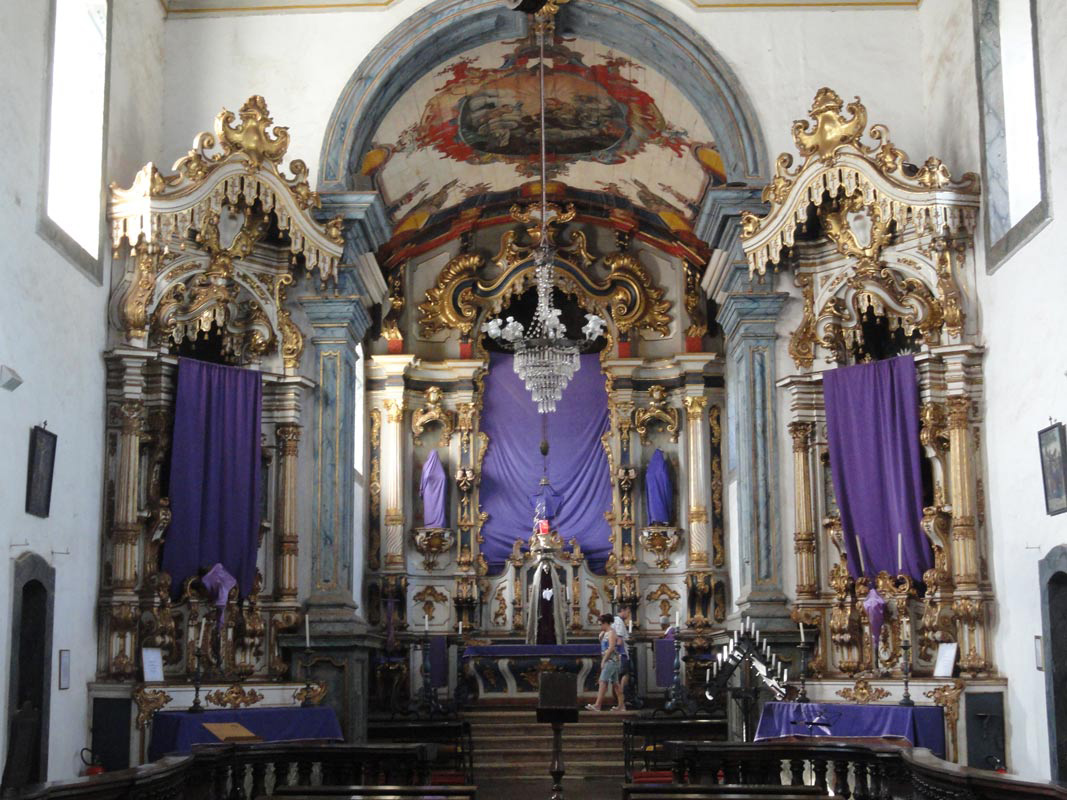
Le cœur habillé de violet.

Même si les coutumes ont profondément changé à l'époque contemporaine, l'église Notre-Dame-du-Mont-Carmel conserve encore nombre de ses anciennes traditions, notamment l'habitude d'habiller ses autels en recouvrant les statues de tissus violets pendant le carême, qui remonte à l'époque coloniale. Un large public fidèle et dévot assiste encore aux principales festivités, et la Confrérie s'est caractérisée par son souci de préserver aussi avec un soin particulier le patrimoine matériel de son église.